# Futbolo Klubas Sūduva 2016
Questa voce raccoglie le informazioni riguardanti il Futbolo Klubas Sūduva nelle competizioni ufficiali della stagione 2016.

## Stagione
Nella stagione 2016 il FK Sūduva ha disputato la A Lyga, massima serie del campionato lituano di calcio, terminando il torneo al terzo posto con 58 punti conquistati in 33 giornate, frutto di 17 vittorie, 7 pareggi e 9 sconfitte, qualificandosi alla UEFA Europa League 2017-2018. Nella primavera 2016 ha disputato le semifinali della Lietuvos Taurė 2015-2016, venendo eliminato dal Trakai. Nell'autunno 2016 è sceso in campo a partire dal terzo turno della Lietuvos Taurė 2016, raggiungendo la finale del torneo dove è stato sconfitto dallo Žalgiris Vilnius. Sempre nell'autunno 2016 ha partecipato alla UEFA Europa League, venendo subito eliminato al primo turno preliminare dai danesi del Midtjylland.

## Rosa
| N. |                                 | Ruolo | Calciatore           |
| -- | ------------------------------- | ----- | -------------------- |
| 2  | Lituania (bandiera)             | C     | Valentin Baranovskij |
| 3  | Lituania (bandiera)             | D     | Marius Činikas       |
| 5  | Lituania (bandiera)             | D     | Darius Isoda         |
| 6  | Lituania (bandiera)             | C     | Povilas Leimonas     |
| 7  | Lituania (bandiera)             | C     | Ernestas Veliulis    |
| 8  | Lituania (bandiera)             | C     | Gabrielius Judickas  |
| 9  | Ucraina (bandiera)              | A     | Leonid Akulinin      |
| 10 | Lituania (bandiera)             | A     | Tomas Radzinevičius  |
| 11 | Croazia (bandiera)              | D     | Andro Švrljuga       |
| 12 | Croazia (bandiera)              | P     | Ivan Kardum          |
| 13 | Lituania (bandiera)             | C     | Karolis Chvedukas    |
| 14 | Bosnia ed Erzegovina (bandiera) | C     | Admir Kecap          |

| N. |                                 | Ruolo | Calciatore            |
| -- | ------------------------------- | ----- | --------------------- |
| 16 | Lituania (bandiera)             | C     | Paulius Janušauskas   |
| 17 | Lituania (bandiera)             | C     | Eligijus Jankauskas   |
| 19 | Lituania (bandiera)             | D     | Vaidas Slavickas      |
| 24 | Bosnia ed Erzegovina (bandiera) | C     | Nermin Jamak          |
| 28 | Lituania (bandiera)             | P     | Martynas Matuzas      |
| 33 | Lituania (bandiera)             | D     | Algis Jankauskas      |
| 45 | Lituania (bandiera)             | A     | Markas Kardokas       |
| 77 | Serbia (bandiera)               | C     | Predrag Pavlović      |
| 85 | Serbia (bandiera)               | D     | Miljan Jablan         |
| 88 | Lituania (bandiera)             | C     | Marius Šoblinskas     |
| 92 | Lituania (bandiera)             | A     | Karolis Laukžemis     |
| 98 | Lituania (bandiera)             | C     | Domantas Antanavičius |

## Risultati

### Lietuvos Taurė 2016

#### Finale
| Arbitro: | Sergejus Slyva |

|  |           |                              |
|  | Marcatori | 64’ Kaluđerović 90+3’ Kuklys |

### UEFA Europa League

#### Primo turno preliminare
| Arbitro: | Srđan Jovanović |

|             |           |  |
| Onuachu 56’ | Marcatori |  |

| Arbitro: | Peter Kralović |

|  |           |           |
|  | Marcatori | 16’ Novák |

## Statistiche

### Statistiche di squadra
| Competizione                 | Punti | In casa | In casa | In casa | In casa | In casa | In casa | In trasferta | In trasferta | In trasferta | In trasferta | In trasferta | In trasferta | Totale | Totale | Totale | Totale | Totale | Totale | DR  |
| Competizione                 | Punti | G       | V       | N       | P       | Gf      | Gs      | G            | V            | N            | P            | Gf           | Gs           | G      | V      | N      | P      | Gf     | Gs     | DR  |
| ---------------------------- | ----- | ------- | ------- | ------- | ------- | ------- | ------- | ------------ | ------------ | ------------ | ------------ | ------------ | ------------ | ------ | ------ | ------ | ------ | ------ | ------ | --- |
| A Lyga                       | 58    | 17      | 11      | 3       | 3       | 28      | 13      | 16           | 6            | 4            | 6            | 27           | 28           | 33     | 17     | 7      | 9      | 55     | 41     | +14 |
| Lietuvos Taurė 2015-2016     | -     | 1       | 0       | 0       | 1       | 0       | 1       | 1            | 0            | 0            | 1            | 0            | 2            | 2      | 0      | 0      | 2      | 0      | 3      | -3  |
| Lietuvos Taurė 2016          | -     | 1       | 1       | 0       | 0       | 4       | 0       | 3            | 2            | 1            | 0            | 12           | 1            | 5      | 3      | 1      | 1      | 16     | 3      | +13 |
| UEFA Europa League 2016-2017 | -     | 1       | 0       | 0       | 1       | 0       | 1       | 1            | 0            | 0            | 1            | 0            | 1            | 2      | 0      | 0      | 2      | 0      | 2      | -2  |
| Totale                       | -     | 20      | 12      | 3       | 5       | 32      | 15      | 21           | 8            | 5            | 8            | 39           | 32           | 42     | 20     | 8      | 14     | 71     | 49     | +22 |